# Ван Чжэнпу
Ван Чжэнпу (кит. 王正谱, род. август 1963, Яньтай, Шаньдун) — китайский государственный и политический деятель, губернатор провинции Хэбэй с 21 октября 2021 года.
Ранее директор вновь образованного Государственного управления по подъёму села КНР (2021), секретарь горкома КПК Ляояна (2014—2015), мэр Ляояна (2010—2014).
Делегат Всекитайского собрания народных представителей 12-го созыва. Член Центрального комитета Компартии Китая 20-го созыва.

## Биография
Родился в августе 1963 года в городском округе Яньтай, провинция Шаньдун.
В 1983 году поступил в Пекинский сельскохозяйственный университет (ныне Китайский сельскохозяйственный университет), по окончании которого в 1987 году получил диплом по специальности «управление экономикой в сельском хозяйстве». Вступил в Коммунистическую партию Китая в апреле 1987 года, в июле того же года был направлен по распределению в Министерство сельского хозяйства КНР, где за 21 год прошёл путь от рядового сотрудника до главы финансового отдела министерства.
В октябре 2010 года переведён в северо-восточную провинцию Ляонин на пост мэра города Ляоян — заместителя секретаря горкома КПК Ляояна по должности мэра, в сентябре 2014 года возглавил партком КПК города Ляоян. В октябре 2015 года — заместитель заведующего Организационным отделом парткома КПК Ляонина, в следующем году назначен заведующим Орготделом парткома КПК. В октябре 2016 года вошёл в состав Постоянного комитета парткома КПК провинции, а в августе 2018 года получил перевод на аналогичную должность в провинцию Сычуань на юго-западе страны.
25 февраля 2021 года вступил в должность директора вновь образованного Государственного управления по подъёму села КНР, проработал на этой позиции всего чуть более полугода.
19 октября 2021 года переведён первым по перечислению заместителем секретаря парткома КПК провинции Хэбэй, сменив в этой должности Сюй Циня, направленного главой партийного комитета КПК провинции Хэйлунцзян. 21 октября того же года назначен временно исполняющим обязанности губернатора провинции с сохранением поста замсекретаря парткома КПК. Утверждён в должности губернатора Хэбэя на очередной сессии Постоянного комитета Собрания народных представителей провинции.
Входил в рабочую группу по подготовке к Зимним Олимпийских играм 2022 года года, награждён Серебряным Олимпийским орденом.